# Орион (мъглявина)
Вижте пояснителната страница за други значения на Орион.
Мъглявината Орион, позната още като M42 и NGC 1976, е дифузна мъглявина, разположена в съзвездието Орион. Тя е една от най-ярките мъглявини, видима дори с просто око. Намираща се на 1500 светлинни години от Слънцето, тя представлява най-близката до нас „звездна ясла“: регион с активно звездообразуване. Линейният диаметър на М42 е около 30 св. г.. Първото нейно документирано наблюдение е от 1610.
М42 е един от най-изучаваните обекти на небето. Поради нейната сравнителна близост до Земята, можем да наблюдаваме в детайли динамични процеси като формирането на млади звездни и планетни системи, кафяви джуджета, динамиката на междузвездните газово-прахови облаци, влиянието на звездите върху околната междузвездната среда и др.

## История
Въпреки че е видима с просто око, мъглявината не е била описана в първите каталози, като Алмагеста на Клавдий Птолемей или Каталога на неподвижните звезди на Ал Суфи. Първото документирано телескопично наблюдение е от 1610, на френския философ Никола-Клод Фабри дьо Пейреск.

## Обща информация
В М42 се намира млад звезден куп, известен като Трапецът, заради четирите (на първо приближение) звезди в него. При наблюдение с телескоп с по-добра разделителна способност, две от звездите се виждат като двойни, което прави общо 6 звезди. Преди около 2 млн. години купът вероятно е приютявал и звездите AE Колар, 53 Овен, и μ Гълъб, които днес напускат мъглявината със скорости от над 100 км/с.
В началото на ХХ век спектърът на мъглявината е бил загадка за астрономите, понеже са наблюдавани неизвестни дотогава спектрални линии, което е дало повод за спекулации за съществуването на нов химичен елемент, „небулий“. По-късно е станало ясно, че спектралните линии отговарят на малко вероятни преходи в ядрото на двойно йонизиран кислород, които са били известни като „забранени“, понеже не могат да се наблюдават в лабораторни условия.

## Структура
В състава на М42 влизат големи неутрални и йонизирани газово-прахови облаци, звездни струпвания, и др. Мъглявината е със сферична форма, като плътността се увеличава към центъра. Средната температура е около 10 000К, но намалява значително в периферията. Независимо от плътностното разпределение, в облака се наблюдават турбулентни области, най-вече близо до ядрото, със скорости от 10 до 50 км/с.
М42 е регион с бурно звездообразуване, класически пример за звездна ясла. В мъглявината са открити над 700, звезди, предимно млади, на различни етапи от тяхната звездна еволюция.